# Martín Maldonado
Martín Benjamín Maldonado Valdés (ur. 16 sierpnia 1986) – portorykański baseballista występujący na pozycji łapacza w Houston Astros.

## Przebieg kariery
W 2004 został wybrany w 27. rundzie draftu przez Anaheim Angels, ale grał tylko w klubach farmerskich tego zespołu. W styczniu 2007 podpisał kontrakt jako wolny agent z Milwaukee Brewers. W Major League Baseball zadebiutował 3 września 2011 w meczu przeciwko Houston Astros.
Sezon 2012 rozpoczął od występów w zespole Triple-A Nashville Sounds, jednak po odniesieniu kontuzji przez Jonathana Lucroya, został przesunięty do Brewers. 3 czerwca 2012 w meczu z Pittsburgh Pirates zdobył pierwszego home runa w MLB. W marcu 2013 był w składzie reprezentacji Portoryko na turnieju World Baseball Classic, na którym zdobył srebrny medal.
W grudniu 2016 w ramach wymiany zawodników przeszedł do Los Angeles Angels of Anaheim. W 2017 po raz pierwszy w karierze zdobył Gold Glove Award. W lipcu 2018 w ramach wymiany został oddany do Houston Astros.

## Nagrody i wyróżnienia
| Nagroda/wyróżnienie | Lata | Źródło |
| Gold Glove Award    | 2017 | [ 7 ]  |